# کاتشیتسه
کاتشیتسه (به چکی: Kačice) یک منطقهٔ مسکونی در جمهوری چک است که در شهرستان کلادنو واقع شده‌است. کاتشیتسه ۶٫۴۱ کیلومتر مربع مساحت و ۱٬۳۴۴ نفر جمعیت دارد و ۳۸۸ متر بالاتر از سطح دریا واقع شده‌است.